# Apamea plutonia
Apamea plutonia là một loài bướm đêm thuộc họ Noctuidae. Nó được tìm thấy ở Maine và Nova Scotia phía tây ngang qua miền nam Canada tới đảo Vancouver, phía nam qua Manitoba tới Wisconsin và Ohio.
Sải cánh dài khoảng 35 mm. Con trưởng thành bay từ tháng 5 đến tháng 7 tùy theo địa điểm.
Ấu trùng ăn nhiều loại cỏ.